# Club Chile
El Club Chile es un club deportivo y social chileno ubicado en la ciudad de Punta Arenas. Se trata del club más antiguo en su tipo de la Región de Magallanes y de la Antártica Chilena. Fue fundado el 1 de julio de 1912 con el nombre de «Club Deportivo Chile».[cita requerida]
Las disciplinas deportivas que se realizan bajo el alero del club son fútbol, básquetbol, ciclismo y tiro al blanco.
Entre sus dependencias se incluye un reconocido restaurante de la ciudad, llamado El Chile Restaurant.

## Historia
El club fue fundado el 1 de julio de 1912 por Eloís Barría (quien asumió como su primer presidente), José Miguel Álvarez, Carlos Azócar, Alberto Condell, Gastón Detaille, Carlos Gándara, Guillermo Levín, Eduardo Morell, Julio Ruiz M., Esteban Scarpa Covacevic, Carlos Tagle, Erasmo Toro, Óscar Urbina y Juan Yáñez, entre otros.[cita requerida] En 1922, se establecieron los estatutos de la institución, los cuales sirvieron como normativa del club, sentando sus bases rectoras.[cita requerida]
El 29 de noviembre de 1961, mediante el decreto supremo 1649, firmado por el entonces presidente de la República Jorge Alessandri Rodríguez y el ministro de Tierras y Colonización Julio Philippi, se hizo entrega oficial del sitio ubicado en calle Talca (hoy calle Armando Sanhueza) donde se construyeron su sede social y gimnasio.[cita requerida]
El club se ha destacado en diferentes disciplinas deportivas a nivel regional.
Para la celebración del primer centenario del club, el 27 de julio de 2012 en el gimnasio de la institución se realizó un acto en el cual se galardonó a personas destacadas en la historia del club. Además se contó con la presencia de los seleccionados nacionales del mundial de fútbol de 1962, Sergio Navarro, Leonel Sánchez, Luis Eyzaguirre, Manuel Rodríguez y Juan Soto Mura.[cita requerida]